# Soufflenheim
Soufflenheim (en alsacià Süfflum) és un municipi francès, situat a la regió del Gran Est, al departament del Baix Rin. L'any 1999 tenia 4.400 habitants.
Forma part del cantó de Bischwiller, del districte de Haguenau-Wissembourg i de la Comunitat de comunes del Pays Rhénan.

## Demografia
| 1962  | 1968  | 1975  | 1982  | 1990  | 1999  |
| ----- | ----- | ----- | ----- | ----- | ----- |
| 3.868 | 4.027 | 4.281 | 4.462 | 4.269 | 4.400 |

## Administració
| Període   | Identitat           | Partit | Qualitat |  |
| --------- | ------------------- | ------ | -------- |  |
| 1983-1995 | Jean-Pierre Meyer   |        |          |  |
| 1995-2001 | Gérald Franck       |        |          |  |
| 2001-     | Camille Scheydecker |        |          |  |